# منغلان
منغلان هي قرية في مقاطعة طالقان، إيران. يقدر عدد سكانها بـ 341 نسمة بحسب إحصاء 2016.